# Igor Novaković
Igor Novaković (Karlovac, 24. svibnja 1979.) je hrvatski umirovljeni nogometaš. Visok je 180 cm.

## Karijera
Novakovićev prvi profesionalni klub je bio NK Hrvatski dragovoljac.
Novaković je prije Kuwait Sport Cluba igrao i za Rijeku, a kratko vrijeme proveo je u Zagrebu te u ruskom Tomu iz Tomska. U Rijeci je ostavio dubok trag te ga se smatra jednom od najboljih igrača kluba u posljednjih nekoliko godina.[nedostaje izvor] U Rijekinom dresu je osvojio 2 hrvatska nogometna kupa, 2005. i 2006. godine. S Rijekom je nekoliko puta bio blizu i osvajanja naslova prvaka Hrvatske, posebno 2006. godine kada su riječki bijeli sezonu završili na 2. mjestu. Nakon Rijeke igrao je u ruskom prvoligašu Tomu iz Tomska, gdje je dijelio svlačionicu s još jednim hrvatskim nogometašem, Hrvojem Vejićem. 

## Osobine
Novaković je polivalentan igrač koji može igrati na poziciji napadača i desnog ofenzivnog veznjaka.

## Vanjske poveznice
- Interview: Igor Novaković
- (njem.) Stranica igrača na transfermarkt.de  Arhivirana inačica izvorne stranice od 13. listopada 2007. (Wayback Machine)
- Stranica igrača na www.1hnl.net  Arhivirana inačica izvorne stranice od 19. veljače 2021. (Wayback Machine)